# 莿桐腳 (彰化縣)
莿桐腳，是臺灣彰化縣彰化市的一個地名，位於該市西部。相較於今日行政區，其範圍大致包括東芳里、南安里、莿桐里不含東北端，以及秀水鄉馬興村東南端。

## 歷史
台灣清治末期至日治初期，莿桐腳地區為一街庄，稱為「莿桐腳庄」，隸屬於線東堡。該庄北邊及東邊北段與西門口庄為鄰，東邊南段與大埔庄、口庄為鄰，南邊為秀水庄，西邊為馬鳴山庄、馬興庄。
1901年（日治明治三十四年）11月，該庄隸屬於彰化廳。1909年（明治四十二年）10月，改隸屬於臺中廳。1920年（大正九年），該庄改制為「莿桐腳」大字，隸屬於臺中州彰化郡南郭庄。1933年12月，彰化街合併南郭庄、大竹庄，升格成為彰化市。
戰後彰化市隸屬於彰化縣，大字亦改制為里。由於都市化發展，西勢子地區東部已成為彰化市區的一部分。

## 交通
國道1號大致以縱向經過莿桐腳地區東側邊界外不遠處，在與省道台19線交會處設有彰化交流道，由此可快速前往台灣西部各地。
省道台19線（彰水路）又稱「中央公路」，為彰化至台南永康的道路，大致以東北－西南走向經過本地區東南部，往東北可前往彰化市中心，往西南可前往秀水、溪湖、土庫、北港等地。
縣道134甲（線東路一段）是和美打鐵山至彰化莿桐腳的道路，其南側端點位於本地區東部的省道台19線路口，往北可前往嘉犁地區的打鐵山附近接回縣道134號本線，亦可續行新闢延伸道路（線東路三段）以達國道3號的和美交流道。
縣道142號（彰鹿路）是鹿港至彰化莿桐腳的道路，其東側端點位於本地區東部的省道台19線路口，往西南轉西可前往馬鳴山、鹿港。

## 學校
- 正德高中
- 東芳國小